# Aslef
Aslef (en árabe: ازلأف‎, en lenguas bereberes: ⴰⵣⵔⴻⴼ, en francés: Azlaf) o el Telata Aslef (en francés: Tleta Azlef) es una comuna rural marroquí perteneciente a la provincia de Driuch de la región Oriental. Desde 1912 hasta 1956 perteneció a la zona norte del Protectorado español de Marruecos.